# Alexander Emil Bandian
Alexander Emil Bandian, avstrijski general, * 30. januar 1865, † 6. avgust 1937.

## Pregled vojaške kariere
Napredovanja
- generalmajor: 1. november 1913
- podmaršal: 1. maj 1916